# Artists and Models (1955)
Artists and Models is een Amerikaanse filmkomedie uit 1955 onder regie van Frank Tashlin.

## Verhaal
Rick Todd verdient zijn geld met het tekenen van stripverhalen. Hij woont samen met zijn kameraad Eugene Fullstack. Eugene wil graag kinderauteur worden. Hij schrijft brave kinderverhaaltjes, terwijl Rick bloedige stripverhalen tekent. Eugene weet echter niet dat Rick zijn ideeën jat. Hij heeft 's nachts namelijk vreselijke nachtmerries.

## Rolverdeling
| Acteur           | Personage              |
| ---------------- | ---------------------- |
| Dean Martin      | Rick Todd              |
| Jerry Lewis      | Eugene Fullstack       |
| Shirley MacLaine | Bessie Sparrowbush     |
| Dorothy Malone   | Abigail Parker         |
| Eddie Mayehoff   | Mijnheer Murdock       |
| Eva Gabor        | Sonia / Mevrouw Curtis |
| Anita Ekberg     | Anita                  |
| George Winslow   | Richard Stilton        |
| Jack Elam        | Ivan                   |
| Herbert Rudley   | Geheim agent Samuels   |
| Richard Shannon  | Geheim agent Rogers    |
| Richard Webb     | Geheim agent Peters    |
| Alan Lee         | Otto                   |
| Otto Waldis      | Kurt                   |